# Her Greatest Performance

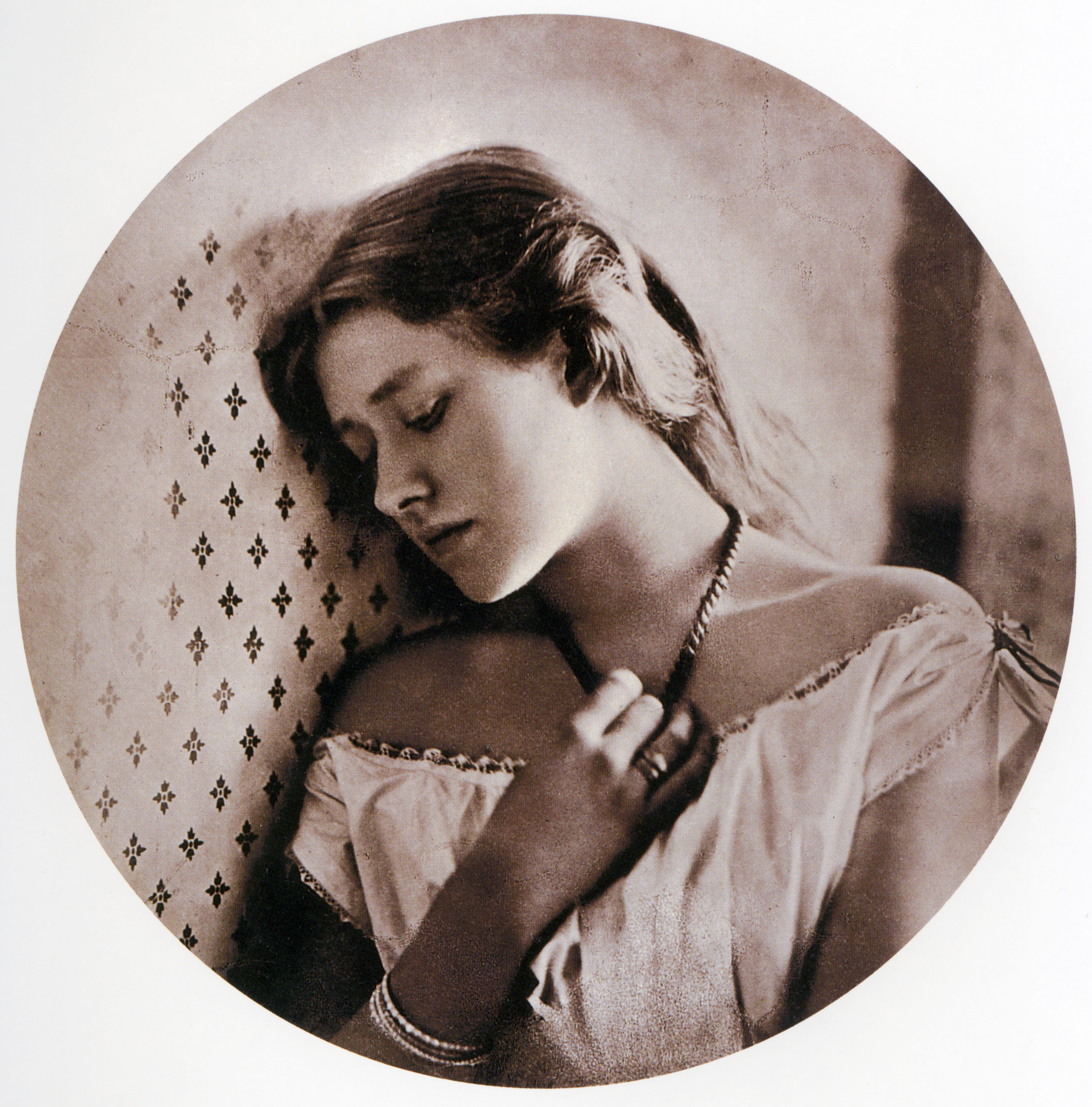
O filme estrelou Ellen Terry

Her Greatest Performance é um filme mudo britânico de 1916, do gênero policial, dirigido por Fred Paul e estrelado por Edith Craig, Ellen Terry e Dennis Neilson-Terry.
Presumivelmente, é um filme perdido.

## Elenco
- Edith Craig
- Ellen Terry - Julia Lovelace
- Dennis Neilson-Terry - Gerald Lovelace
- Joan Morgan - Barbara Lovelace
- James Lindsay - Jim Douglas
- Gladys Mason - Mary Scott